# Bladenboro (Karolina Północna)
Bladenboro – miasto w Stanach Zjednoczonych, w stanie Karolina Północna, w hrabstwie Bladen.